# Valon Ahmedi
Valon Ahmedi (Ohrid, Macedonia del Norte, 7 de octubre de 1994) es un futbolista albanés que juega de centrocampista en el F. C. Neman Grodno de la Liga Premier de Bielorrusia. Es internacional con la selección de fútbol de Albania.

## Selección nacional
Ahmedi fue internacional sub-19, sub-20 y sub-21 con la selección de fútbol de Albania, antes de convertirse en internacional absoluto en 2017.

## Clubes
| Club                       | País                | Año       |
| -------------------------- | ------------------- | --------- |
| F. C. Südtirol             | Italia              | 2012-2014 |
| N. K. Celje                | Eslovenia           | 2014-2015 |
| N. K. Maribor              | Eslovenia           | 2016-2018 |
| Hapoel Ironi Kiryat Shmona | Israel              | 2018-2019 |
| N. K. Inter Zaprešić       | Croacia             | 2019-2020 |
| K. F. Shkëndija            | Macedonia del Norte | 2020-2021 |
| Shakhtyor Soligorsk        | Bielorrusia         | 2021-2024 |
| K. F. Shkëndija            | Macedonia del Norte | 2024-2025 |
| F. K. Rabotnički           | Macedonia del Norte | 2025      |
| F. C. Neman Grodno         | Bielorrusia         | 2025-     |

## Palmarés

### Títulos nacionales
| Título                      | Club                | País        | Año  |
| --------------------------- | ------------------- | ----------- | ---- |
| Copa de Eslovenia           | N. K. Maribor       | Eslovenia   | 2016 |
| Primera Liga de Eslovenia   | N. K. Maribor       | Eslovenia   | 2017 |
| Liga Premier de Bielorrusia | Shakhtyor Soligorsk | Bielorrusia | 2021 |